# Stor-Hamntjärnen
Stor-Hamntjärnen är en sjö i Piteå kommun i Norrbotten och ingår i Rokån-Jävreåns kustområde.